# 豊島泰三
豊島 泰三（とよしま たいぞう、1925年7月2日 - 1991年12月8日）は、日本の俳優、実業家。
東京府目黒町（現・東京都目黒区）出身。葬儀屋『牧野総本店』三代目社長。田中角栄のそっくりさんとして有名だった。

## 経歴・人物
商業学校卒業後、1944年、近衛歩兵部隊に入隊。満州中支方面に出征した。終戦後の1948年、復員の後の機械会社、出版社などを経て、1960年に牧野屋本店に入り葬儀業に従事。その後「古い信用 新しいサービス」をモットーとした営業方針を立て、都内病院、警察、官庁、会社など幅広く契約に成功し1963年７月、株式会社設立に当たっては専務取締役となり益々その営業行動範囲の拡大に全力を挙げた。
1970年、社長に就任する。田中角栄のそっくりさんとしてTBSの人気番組『時間ですよ』などのテレビドラマや映画に出演し、俳優としても活躍して話題になった。

## 出演番組

### テレビドラマ
- 時間ですよ（1973年、TBS） - 総理
- 寺内貫太郎一家 第31話（1974年、TBS） - 豆腐屋客
- ムー一族 第34話（1978年、TBS）
- 特命刑事 第3話（1980年、NTV）

### 映画
- ダメおやじ（1973年、松竹） - 社長
- 告訴せず（1975年、東宝） - 山崎候補者

### バラエティ番組
- オレたちひょうきん族 ひょうきん懺悔室（1983年、CX）

### CM
- 日健総本社 - 田中角栄のそっくりさん